# Зинон Зорзовилис
Зинон Зорзовилис (на гръцки: Ζήνων Ζορζοβίλης) е гръцки журналист, преводач, политик, комунист. Зорзовилис е участник в Гръцката съпротива (1941 – 1944), Гражданската война в Гърция (1946 – 1949) и борбата срещу военната диктатура (1967 – 1974). Член на Комунистическата партия на Гърция (КПГ), като пет пъти е избиран в Централния ѝ комитет.

## Биография
Роден е в 1921 година в многодетно семейство в малкото южномакедонско градче Велвендо. С началото на тройната немско-италиано-българска окупация на Гърция в 1941 година се присъединява към създадените гръцките комунисти младежка организация Федерация на комунистическата младеж на Гърция (ОКНЕ) и към Освободителния фронт на Гърция (ЕАМ). Участва е в дейността на Общогръцката огранизация на младежите (ЕПОН). Представлява областта на Велвендо-Сервия на Първия общомакедонски конгрес на ЕПОН в планината Фламбуро (Пиерия) в 1943 година.
Последователно членува в ръководството на организацията на западномакедонския ном Козани и централномакедонските номи Иматия и Пела. След освобождението на Гърция през октомври 1944 година и британската военна намеса през декември започва периода на така наречения „Бял терор“, по време на който Зорзовилис, като виден член на лявата Съпротива, е преследван, арестуван няколко пъти и бит. След избухването на Гражданската война в 1946 година Зорзовилис се присъединява към Демократическата армия на Гърция (ДАГ) в 1947 година. Участва в Бюрото за пропаганда на Генералния щаб, издава вестник „Неос Махитис“, и е в редакционната колегия на вестника на Генералния щаб „Ексормиси“.
С поражението на Демократическата армия в 1949 година Зорзовилис емигрира в Съветския съюз и се установява в Ташкент. В 1967 година с установяването на военна диктатура в Гърция е изпратен на партийна работа сред гръцките работници в Западна Европа, след което в 1969 година тайно пристига в Гърция, за да води нелегална борба с диктатурата. Участва в нелегалното издание на органа на Комунистическата партия, вестник „Ризоспастис“. В 1970 година е арестуван и осъден на доживотен затвор. През август 1973 година по време на обща амнистия е освободен, но през ноември същата година, след Въстанието на студенти от Политехническия университет, той отново е арестуван и изпратен в концентрационен лагер на остров Ярос. С падането на диктатурата в 1974 година Зорзовилис е освободен и е привлечен в издаването на вестник „Неа Елада“. С началото на легалното издаване на официалния орган на Комунистическата партия „Ризоспастис“ е включен в редакционната му колегия. Зорзовилис става член на Централния комитет на Комунистическата партия, докато е още затворник в 1972 година, след което е преизбран на IX, X, XI и XII партиен конгрес. Той отговаря и за гръцкото издание на списанието „Проблеми на мира и социализма“.
Умира в Атина на 20 януари 1997 година. Погребан е в гробището на предградието Елинико. Ковчегът му е покрит с червено знаме със сърп и чук, а на траурната церемония присъства делегация на Централния комитет на КПГ, начело с почетния председател Харилаос Флоракис.